# Stuart Milner-Barry
Philip Stuart Milner-Barry, né le 20 septembre 1906 à Hendon et mort le 25 mars 1995 dans le borough londonien de Lewisham, est un joueur d'échecs,  cryptanalyste et fonctionnaire britannique.

## Biographie
Lors des Olympiades d'échecs de 1939 en Argentine, il fait partie du groupe des trois joueurs britanniques qui décident de rentrer en Angleterre dès qu'ils apprennent que la Pologne est envahie par les nazis. Durant la Seconde Guerre mondiale, il participe ainsi au programme Ultra à Bletchley Park et prend la direction de la Hutte 6 (en), section chargée de déchiffrer les messages de l'armée et de l'aviation allemande à l'aide de la machine Enigma.
Après la guerre, Milner-Barry travaille au département du trésor et plus tard administre le système des distinctions honorifiques du Royaume-Uni.
Il est décoré de l'ordre royal de Victoria, l'ordre du Bain et l'ordre de l'Empire britannique.

## Carrière aux échecs
Il représente l'Angleterre à l'Olympiade d'échecs de 1937 et celle de 1939.
Il poursuit sa carrière échiquéenne en représentant l'Angleterre à l'olympiade d'échecs de 1952 et à celle de 1956.
Cet article utilise la notation algébrique pour décrire des coups du jeu d'échecs.
Son nom a été donné à trois variantes d'ouverture : 
- une variante du contre-gambit Falkbeer : 1. e4 e5 2. f4 d5 3. Cc3,
- une variante de la défense nimzo-indienne, appelée aussi variante de Zurich : 1. d4 Cf6 2. c4 é6 3. Cc3 Fb4 4. Dc2 Cc6,
- le gambit Milner-Barry dans la variante d'avance de la défense française : 1. e4 e6 2. d4 d5 3. e5 c5 4. c3 Cc6 5. Cf3 Db6 6. Fd3 avec l'idée de sacrifier le pion par : 6...cxd4 7. cxd4 Fd7 8. 0-0!? Cxd4 9. Cxd4 Dxd4 10. Cc3[7].